# Galaxy (centrum handlowe)
Galaxy – centrum handlowo-rozrywkowe w Szczecinie otwarte 1 października 2003. Znajduje się przy skrzyżowaniu alei Wyzwolenia z ulicą Jacka Malczewskiego w bliskim sąsiedztwie kompleksu Pazim i hotelu Radisson BLU. Inwestorem obiektu jest firma Echo Investment, a wykonawcą była spółka Pascal Polska.

## Historia
Przed wybudowaniem obiektu przestrzeń przyszłego Galaxy była użytkowana jako odkryty parking. Aż do roku 1999, gdy właściciel Galaxy – spółka Echo Investment kupiła działkę między kompleksem Pazim, aleją Wyzwolenia i ul. Malczewskiego. Wtedy też powstawały pierwsze koncepcje. Wniosek o pozwolenie na budowę Echo Investment złożyła w czerwcu 2001, finalnie jednak budowa rozpoczęła się 26 października 2001, gdy ówczesna wiceprezydent miasta Szczecina Elżbieta Malanowska wbiła w ziemię pierwszą łopatę. Wcześniej, od września usuwano starą infrastrukturę oraz przygotowywano teren. W kwietniu 2002 prace nad budową Galaxy zostały wstrzymane ze względu na konieczność szczegółowych badań gruntu. Powstawanie CHR Galaxy od początku budziła kontrowersje. Obawiano się m.in. o "zmierzch mniejszych kin", śmierć centrum Szczecina (zdominowanie Galaxy nad mniejszymi sklepami), czy o wielki korek samochodowy w obrębie galerii. Obawy o swoją przyszłość w związku z budową Galaxy przejawiało także pobliskie Centrum Handlowe "Fala". Otwarcie galerii było odkładane dwa razy; początkowo miał to być sierpień 2003, następnie wrzesień, ostatecznie był to 1 października. 
W listopadzie 2017 oddano do użytku nową część galerii, którą zbudowano na miejscu dawnego hotelu Orbis Neptun, zburzonego w 2011. W czasie rozbudowy wyremontowano także całą elewację już istniejącej części. Po rozbudowie obiekt posiadał powierzchnię handlową 59 500 m² rozłożoną na trzech kondygnacjach. W obiekcie znajduje się 200 sklepów różnych branż, punktów gastronomicznych oraz hipermarket Auchan (dawniej Real, a jeszcze wcześniej Géant) o powierzchni 7 700 m². W obiekcie znajduje się 1,5 tys. miejsc parkingowych – dwa parkingi: podziemny i przylegający pięciokondygnacyjny. W Galaxy poza sklepami znajduje się m.in. dziewięciosalowe Multikino, kręgielnia i otwarta w 2017 siłownia Calypso. Według właściciela obiektu w 2012 centrum odwiedziło około 12 mln osób. 